# Magdaléna Vojteková
Magdaléna Vojteková (20. července 1937 – 17. března 1999) byla slovenská a československá politička Komunistické strany Slovenska a poslankyně Sněmovny národů Federálního shromáždění za normalizace.

## Biografie
K roku 1971 a 1976 se profesně uvádí jako vedoucí ekonomického oddělení výrobního družstva. Podle údajů z roku 1981 šlo o podnik Vzorodev Prešov.
Ve volbách roku 1971 zasedla do slovenské části Sněmovny národů (volební obvod č. 141 - Prešov I, Východoslovenský kraj). Mandát obhájila ve volbách roku 1976 (obvod Prešov I) a volbách roku 1981 (obvod Prešov I). Ve FS setrvala do konce funkčního období, tedy do voleb roku 1986.